# Julanne Johnston

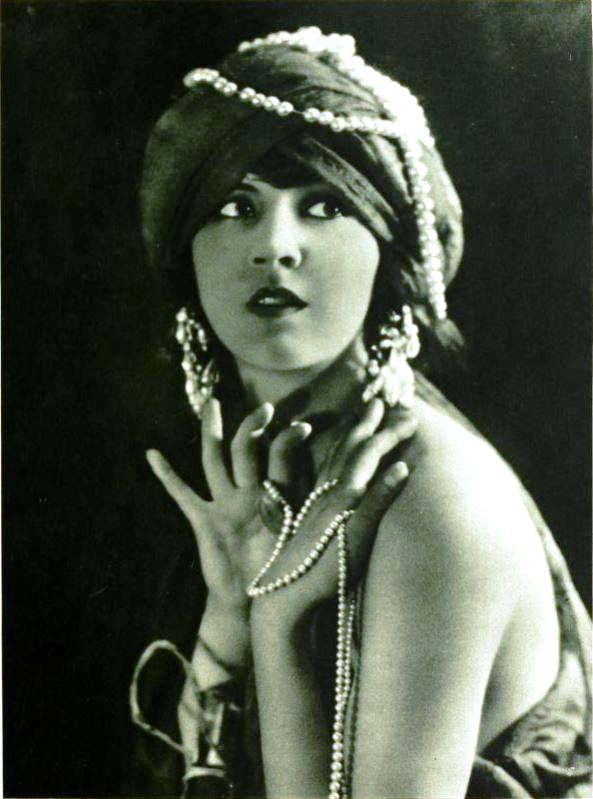
Julanne Johnston (1921)

Julanne Johnston (* 1. Mai 1900 in Indianapolis, Indiana; † 25. Dezember 1988 in Grosse Pointe bei Detroit, Michigan) war eine US-amerikanische Schauspielerin.

## Leben und Karriere
Julanne Johnston begann ihre Karriere als Tänzerin und war zeitweise Mitglied der Tanzgruppe von Ruth St. Denis. Ab 1917 war sie in verschiedenen Stummfilmen zu sehen, in denen sie zum Teil auch ihre tänzerischen Fähigkeiten unter Beweis stellte. Bleibende Bekanntheit verschaffte ihr vor allem die Rolle der wunderschönen Prinzessin in dem Filmklassiker Der Dieb von Bagdad an der Seite von Douglas Fairbanks senior. Ebenfalls 1924 wurde sie unter die WAMPAS Baby Stars gewählt. 1925 drehte sie in Europa, darunter in England den Film Seine zweite Frau und in Deutschland Die Stadt der Versuchung an der Seite von Olga Tschechowa. Sie entwickelte sich allerdings nie zu einem der großen Filmstars ihrer Zeit und ihre Karriere stagnierte in den folgenden Jahren. Nach Anbruch des Tonfilms Ende der 1920er-Jahre musste sie sich mit kleineren Nebenrollen oder Statistenaufgaben begnügen. Nach rund 40 Filmproduktionen beendete sie im Jahr 1934 ihre Hollywood-Karriere.
Julanne Johnston ist auch bekannt dafür, dass sie 1924 an Bord der Yacht Oneida war, als der Filmproduzent Thomas Harper Ince auf dieser starb. Als Todesursache wurde ein Herzinfarkt gewertet, allerdings ranken sich bis heute Spekulationen und Verschwörungstheorien um Inces Tod. Johnston lebte nach ihrem Rückzug aus dem Filmgeschäft mit ihrem Ehemann David W. Rust (1899–1962) in Michigan, das Paar hatte zwei Kinder. Sie starb im Dezember 1988 im Alter von 88 Jahren.

## Filmografie (Auswahl)
- 1917: Youth
- 1920: Miss Hobbs
- 1922: The Young Rajah
- 1924: Der Dieb von Bagdad (The Thief of Bagdad)
- 1925: Die große Parade (The Big Parade)
- 1925: Seine zweite Frau (The Prude’s Fall)
- 1926: Aloma, die Blume der Südsee (Aloma of the South Seas)
- 1926: Twinkletoes
- 1927: Die Venus von Venedig (Venus of Venice)
- 1929: Erfahrene Frau gesucht (Synthetic Sin)
- 1929: Junge Generation (The Younger Generation)
- 1929: Show of Shows
- 1930: Madam Satan
- 1933: Morgenrot des Ruhms (Morning Glory)
- 1934: Bolero
- 1934: Die scharlachrote Kaiserin (The Scarlet Empress)
- 1934: Cleopatra